# Eubacterium xylanophilum
Eubacterium xylanophilum è una specie di batterio appartenente alla famiglia delle Eubacteriaceae.